# Orvasca aurantiaca
Orvasca aurantiaca is een donsvlinder uit de familie van de spinneruilen (Erebidae). De wetenschappelijke naam van de soort is, als Porthesia aurantiaca, voor het eerst geldig gepubliceerd als Porthesia aurantiaca in 1893 door George Francis Hampson.